# Sergio Dorantes
Sergio Dorantes Zurita (México DF, 1946) es un fotógrafo mexicano que se hizo famoso a raíz de su cobertura del terremoto de México de 1985. y con ayuda de sus amigos reporteros emprendió la tarea de crear en 2012 la ONG Culpables sin Evidencia.

## Biografía
Sergio Dorantes nació en la periferia de la capital mexicana en una familia que vivía en la indigencia, pero gracias a sus buenos resultados en la escuela primaria pudo conseguir un acceso a una escuela secundaria de buena categoría. Después de estos estudios emigró a Europa y se instaló en Londres, donde mientras trabajaba como chef de cuisine en hoteles estudió diseño industrial.
Posteriormente, trabajando como mecánico en Fórmula 1,  descubrió la fotografía.

## Obra fotográfica
Sus primeros trabajos como fotógrafo los hizo como paparazzi, si bien pronto comenzó a ser considerado un buen fotoreportero y contratado por varios medios y publicaciones de prestigio como el Sunday Times inglés, París Match o la revista alemana Stern. 
Tras cerca de 20 años en Europa regresó a México, donde continuó trabajando para importantes medios internacionales, como el diario español El País, Newsweek, Time y NYTimes.
Durante sus años de mayor actividad profesional en México cubrió varias campañas presidenciales, durante las cuales sus fotografías de los presidentes de México y otros candidatos aparecieron en publicaciones como Newsweek, BusinessWeek, Financial Times, Forbes e incluso en la portada del New York Times.

## Obra más personal
Como proyectos más personales, Sergio Dorantes se ha interesado por la realidad social y natural de su país. Por ejemplo, ha acometido la documentación de los pueblos indígenas, como los Tarahumara del norte de su país y de los de los Estados Unidos. También se interesó por la revuelta del Ejército Zapatista de Liberación Nacional ocurrida en 1994 en Chiapas, así como por la deforestación de América Central, o la mujer en el islam y la Deforestación en Indonesia y Malasia, o las consecuencias de la globalización en el medio de vida de los tejedores del Lago Toba, en Sumatra.

## Exposiciones (selección)
- Asahi Pentax Gallery, Londres, Reino Unido, one-man show. Photographer from the third world, 1980.
- Half a Penny Gallery, Dublín, Irlanda, one-man show. Vision of a Red Indian, 1981.
- Biennial of Photography, Mexico City, Mexico. Collective, 1991.
- Mexican Museum of Arts, Chicago, Illinois. Día de Los Muertos: Where Past & Present Meet, 1996.
- University of Mexico City, CETIS, Mexico City, Mexico. Views from the World, 1999.
- Universidad Iberoamericana, Mexico City, Mexico, one-man show. Pictures and Covers of World Events, 2000.